# Ai Shibata
Ai Shibata (柴田亜衣?, Shibata Ai; Mima, 14 maggio 1982) è una nuotatrice giapponese.
Specializzata nello stile libero ha vinto una medaglia d'oro negli 800 m sl ai Giochi olimpici di Atene 2004.

## Palmarès
- Olimpiadi

Atene 2004: oro negli 800m sl.
- Mondiali

Montreal 2005: argento nei 400m sl e bronzo negli 800m sl.
Melbourne 2007: bronzo nei 400m sl e nei 1500m sl.
- Giochi PanPacifici

Victoria 2006: oro nei 400m sl, argento negli 800m sl, bronzo nei 1500m sl e nella 4x200m sl.